# Championnat de France de football National 2023-24
La Temporada 2023-24 del Campeonato Francés Nacional es la 27.ª edición del Campeonato organizado por la Federación Francesa de Fútbol. Es el tercer nivel del fútbol francés compuesto por 18 clubes. Esta categoría es el nivel de liga más alto que puede aspirar un club francés de categoría no profesional; ya que, en caso de lograr subir al siguiente nivel, la Ligue 2, el club deberá obligatoriamente obtener el estatus profesional para poder participar. Debido a la transición a 18 clubes en la Ligue 2 para la temporada 2024-2025, solo habrá dos ascensos a la Ligue 2 esta temporada (sin play-off de ascenso) y seis descensos a National 2 en lugar de los cuatro habituales.

## Descensos, ascensos y decisiones administrativas
Según el reglamento el campeonato, los clubes que participan en esta temporada, además de los clubes clasificados entre el tercer y el decimotercer lugar durante la temporada 2022-23, serán los cuatro clubes descendidos de Liga 2 y los cuatro clubes promovidos del National 2 de la temporada 2022-23.
Una vez terminada las 34 jornadas del campeonato, según la clasificación :
- Los equipos clasificados en la 1.ª y 2.ª posición ascienden a la Liga 2
- Los equipos clasificados entre la 3.ª y la 12.ª posición continúan en la categoría para la próxima temporada.
- Los equipos clasificados entre la 13.ª y la 18.ª posición descenderán al Nacional 2.

## Relevos
| Pos. | Descendidos de Ligue 2                  |
| ---- | --------------------------------------- |
| 9.º  | FC Sochaux-Montbéliard (Administrativo) |
| 18.º | Dijon FCO                               |
| 19.º | Nîmes Olympique                         |
| 20.º | Chamois Niort                           |

| Pos. | Ascendidos a Ligue 2 |
| ---- | -------------------- |
| 1.º  | US Concarneau        |
| 2.º  | USL Dunkerque        |

| Pos. | Descendidos a Championnat National 2 |
| ---- | ------------------------------------ |
| 7.º  | CS Sedan (Administrativo)            |
| 14.º | FC Bourg-Péronnas                    |
| 15.º | Stade Briochin                       |
| 16.º | Le Puy Foot                          |
| 17.º | París Atlético                       |
| 18.º | FC Bastia-Borgo                      |

| Pos.        | Ascendidos de Championnat National 2 |
| ----------- | ------------------------------------ |
| 1.º Grupo A | FC Rouen                             |
| 1.º Grupo B | SAS Épinal                           |
| 1.º Grupo C | Marignane Gignac FC                  |
| 1.º Grupo D | GOAL FC                              |

## Clubes participantes
| Club             | Ciudad                         | Estadio                    | Capacidad |
| ---------------- | ------------------------------ | -------------------------- | --------- |
| Avranches        | Avranches                      | Stade René Fenouillère     | 2,650     |
| Châteauroux      | Châteauroux                    | Stade Gaston Petit         | 17,072    |
| Cholet           | Cholet                         | Stade omnisports de Cholet | 2,635     |
| Dijon            | Dijon                          | Stade Gaston Gérard        | 15,995    |
| Épinal           | Épinal                         | Stade de la Colombière     | 8,000     |
| GOAL             | Chasselay                      | Stade Ludovic Giuly        | 5,000     |
| Le Mans          | Le Mans                        | MMArena                    | 25,064    |
| Marignane Gignac | Marignane                      | Stade Saint-Exupéry        | 1,500     |
| Martigues        | Martigues                      | Stade Francis Turcan       | 8,289     |
| Nancy-Lorraine   | Nancy                          | Stade Marcel Picot         | 20,087    |
| Nîmes            | Nimes                          | Stade des Costières        | 18,842    |
| Niort            | Niort                          | Stade René Gaillard        | 18,886    |
| Orléans          | Orléans                        | Stade de la Source         | 7,533     |
| Red Star         | Saint-Ouen, suburbios de Paris | Stade Bauer                | 3,000     |
| Rouen            | Ruan                           | Stade Robert Diochon       | 12,108    |
| Sochaux          | Montbéliard                    | Stade Auguste Bonal        | 20,005    |
| Versailles       | París                          | Estadio Jean-Bouin         | 20,000    |
| Villefranche     | Villefranche-sur-Saône         | Stade Armand-Chouffet      | 3,500     |

## Clasificación
| Pos. | Equipo                  | Pts. | PJ | G  | E  | P  | GF | GC | Dif. | Clasificación                     |
| ---- | ----------------------- | ---- | -- | -- | -- | -- | -- | -- | ---- | --------------------------------- |
| 1    | Red Star FC (A, C)      | 65   | 34 | 19 | 8  | 7  | 55 | 34 | +21  | Ascenso a Ligue 2                 |
| 2    | FC Martigues (A)        | 59   | 34 | 17 | 8  | 9  | 44 | 29 | +15  | Ascenso a Ligue 2                 |
| 3    | Chamois Niortais (D)    | 58   | 34 | 17 | 7  | 10 | 58 | 42 | +16  | Descenso a Championnat National 2 |
| 4    | Dijon FCO               | 54   | 34 | 15 | 9  | 10 | 50 | 41 | +9   |                                   |
| 5    | Le Mans FC              | 52   | 34 | 14 | 10 | 10 | 49 | 44 | +5   |                                   |
| 6    | AS Nancy-Lorraine       | 50   | 34 | 14 | 9  | 11 | 51 | 46 | +5   |                                   |
| 7    | FC Rouen                | 49   | 34 | 15 | 9  | 10 | 41 | 37 | +4   |                                   |
| 8    | FC Sochaux-Montbéliard  | 48   | 34 | 12 | 12 | 10 | 51 | 44 | +7   |                                   |
| 9    | FC Versailles           | 47   | 34 | 12 | 11 | 11 | 41 | 33 | +8   |                                   |
| 10   | US Orléans              | 44   | 34 | 11 | 11 | 12 | 36 | 37 | −1   |                                   |
| 11   | Nîmes Olympique         | 44   | 34 | 11 | 11 | 12 | 36 | 43 | −7   |                                   |
| 12   | LB Châteauroux          | 42   | 33 | 10 | 12 | 11 | 41 | 44 | −3   |                                   |
| 13   | FC Villefranche         | 41   | 34 | 10 | 11 | 13 | 36 | 43 | −7   |                                   |
| 14   | GOAL FC (D)             | 38   | 34 | 10 | 8  | 16 | 43 | 47 | −4   | Descenso a Championnat National 2 |
| 15   | US Avranches (D)        | 38   | 34 | 11 | 5  | 18 | 37 | 59 | −22  | Descenso a Championnat National 2 |
| 16   | Marignane Gignac FC (D) | 37   | 34 | 9  | 10 | 15 | 37 | 50 | −13  | Descenso a Championnat National 2 |
| 17   | SAS Épinal (D)          | 33   | 34 | 9  | 6  | 19 | 39 | 51 | −12  | Descenso a Championnat National 2 |
| 18   | SO Cholet (D)           | 32   | 34 | 9  | 5  | 20 | 34 | 55 | −21  | Descenso a Championnat National 2 |

Actualizado a los partidos jugados el 18 de mayo de 2024.
 Fuente: SoccerWay
Notas:
1. ↑  El Chamois Niortais sufrió un descenso administrativo. El club recurrió el fallo, sin embargo, el 11 de julio de 2024 la DNCG confirmó su decisión al considerar que no se habían aportado las garantías económicas necesarias para la continuidad del equipo en National. A pesar de los primeros anuncios de Mikaël Hanouna, director general del club, de ponerse en contacto con el Comité Nacional Olímpico y Deportivo de Francia, finalmente no se inició ningún procedimiento de apelación. Por decisión de la Comisión Federal de Control de Clubes, el 1 de agosto el Chamois Niortais quedó excluido de todas las competiciones nacionales.
2. ↑  El AS Nancy-Lorraine fue sancionado con un punto por incidentes violentos ocurridos en el partido ante el FC Bourg-Péronnas correspondiente a la última jornada de la temporada 2022-23, debido a cuestiones de calendario la penalización fue aplicada durante esta temporada.[8]
3. ↑  El FC Rouen fue penalizado con cinco puntos por tener problemas financieros.[9]
4. ↑  El FC Villefranche fue repescado para continuar en el Championnat National tras el descenso administrativo del Chamois Niortais.

## Resultados
| Local \ Visitante      | AVR | CHÂ | CHO | DIJ | ÉPI | GOA | LEM | MAG | MAT | NAN | NÎM | NIO | ORL | RED | ROU | SOC | VER | VIL |
| ---------------------- | --- | --- | --- | --- | --- | --- | --- | --- | --- | --- | --- | --- | --- | --- | --- | --- | --- | --- |
| US Avranches           | —   | 1–0 | 2–1 | 1–4 | 0–2 | 1–1 | 2–1 | 3–0 | 2–0 | 0–3 | 2–0 | 1–3 | 1–1 | 0–0 | 1–2 | 0–1 | 1–0 | 1–3 |
| LB Châteauroux         | 1–2 | —   | 1–2 | 2–0 | 1–4 | 3–2 | 1–2 | 3–0 | 1–0 | 0–1 | 0–1 | 2–0 | 2–1 | 1–2 | 0–3 | 1–1 | 0–2 | 1–0 |
| SO Cholet              | 0–2 | 2–0 | —   | 2–1 | 2–1 | 1–0 | 0–1 | 0–1 | 0–2 | 0–2 | 0–2 | 1–1 | 0–1 | 1–1 | 1–2 | 1–0 | 0–1 | 0–0 |
| Dijon FCO              | 5–2 | 1–1 | 0–1 | —   | 4–1 | 3–0 | 1–1 | 0–0 | 3–2 | 3–1 | 1–1 | 1–0 | 1–0 | 3–1 | 0–0 | 0–3 | 2–1 | 2–0 |
| SAS Épinal             | 4–0 | 4–1 | 3–1 | 1–1 | —   | 0–0 | 1–2 | 0–2 | 0–0 | 1–2 | 2–1 | 0–3 | 0–0 | 1–2 | 1–1 | 0–3 | 0–1 | 1–2 |
| GOAL FC                | 4–1 | 1–1 | 3–4 | 1–2 | 0–1 | —   | 1–2 | 3–0 | 0–0 | 1–0 | 1–2 | 2–3 | 1–1 | 3–1 | 1–0 | 2–2 | 2–0 | 1–0 |
| Le Mans FC             | 3–4 | 1–1 | 3–3 | 1–1 | 1–0 | 2–0 | —   | 2–1 | 2–0 | 1–3 | 0–0 | 0–2 | 0–1 | 1–2 | 0–1 | 2–1 | 0–0 | 1–1 |
| Marignane Gignac FC    | 4–1 | 1–1 | 3–2 | 2–1 | 2–0 | 2–2 | 0–2 | —   | 1–0 | 1–1 | 1–1 | 1–2 | 0–0 | 0–2 | 2–0 | 1–2 | 2–0 | 1–1 |
| FC Martigues           | 2–0 | 1–1 | 2–2 | 3–1 | 2–1 | 3–0 | 4–0 | 2–1 | —   | 1–0 | 1–0 | 1–0 | 1–1 | 0–1 | 3–1 | 1–2 | 2–1 | 1–0 |
| AS Nancy-Lorraine      | 1–0 | 1–3 | 1–0 | 3–0 | 2–2 | 2–2 | 3–6 | 4–1 | 3–2 | —   | 3–1 | 2–2 | 1–0 | 1–1 | 1–0 | 1–1 | 0–2 | 1–1 |
| Nîmes Olympique        | 1–0 | 2–2 | 2–1 | 0–0 | 1–3 | 1–2 | 1–1 | 1–1 | 1–1 | 1–0 | —   | 1–0 | 2–3 | 1–0 | 2–0 | 4–2 | 0–1 | 1–1 |
| Chamois Niortais       | 3–2 | 0–0 | 2–0 | 3–0 | 2–1 | 2–0 | 2–0 | 3–2 | 1–3 | 2–1 | 3–2 | —   | 0–0 | 1–1 | 1–2 | 4–2 | 1–0 | 1–1 |
| US Orléans             | 3–1 | 2–2 | 1–2 | 1–2 | 2–0 | 1–0 | 1–3 | 1–1 | 0–1 | 1–0 | 0–1 | 4–2 | —   | 2–1 | 0–0 | 0–0 | 2–1 | 2–0 |
| Red Star FC            | 3–0 | 0–0 | 2–0 | 0–2 | 4–2 | 2–1 | 4–1 | 2–1 | 2–0 | 1–1 | 2–0 | 2–1 | 2–1 | —   | 3–2 | 2–0 | 1–2 | 2–0 |
| FC Rouen               | 0–0 | 1–1 | 5–1 | 0–5 | 1–0 | 2–1 | 0–1 | 1–0 | 0–0 | 2–3 | 1–1 | 4–2 | 2–1 | 1–0 | —   | 1–0 | 1–2 | 1–0 |
| FC Sochaux-Montbéliard | 2–1 | 0–2 | 2–0 | 0–0 | 0–1 | 0–3 | 2–2 | 4–0 | 1–1 | 4–1 | 1–0 | 2–1 | 4–2 | 2–2 | 0–1 | —   | 1–1 | 3–3 |
| FC Versailles          | 1–1 | 1–3 | 3–2 | 2–0 | 4–1 | 0–1 | 0–0 | 1–1 | 0–1 | 1–1 | 6–0 | 1–1 | 0–0 | 2–2 | 2–2 | 1–1 | —   | 0–1 |
| FC Villefranche        | 0–1 | 2–2 | 2–1 | 4–0 | 1–0 | 2–1 | 0–4 | 2–1 | 0–1 | 2–1 | 1–1 | 0–4 | 3–0 | 0–2 | 1–1 | 2–2 | 0–1 | —   |